# Vega Salmon
Vega Salmon A/S er en dansk virksomhed, der forarbejder laks og laksefisk til konsum. De har hovedkvarter i Kolding. Virksomheden blev etableret i 2004. I 2023 solgte Maj Invest virksomheden til norske Coast Seafood. Der er ca. 500 ansatte i Vega Salmon. I 2022 havde virksomheden en omsætning på 1,3 mia. kroner. Vega Salmon GmbH er deres tyske datterselskab med tilhørende fiskefabrik.